# Cynthia Coull
Cynthia Coull (1965) è un'ex pattinatrice artistica su ghiaccio canadese. Pattinando insieme a Mark Rowsom ha vinto una medaglia di bronzo al Campionato del mondo. Insieme alla carriera nelle coppie Coull ha portato avanti anche la carriera nelle competizioni individuali, partecipando in un'occasione al Campionato del mondo.

## Risultati

### Individuale femminile
| Internazionali      | Internazionali | Internazionali | Internazionali | Internazionali |
| Evento              | 1982–83        | 1983–84        | 1984–85        | 1985–86        |
| ------------------- | -------------- | -------------- | -------------- | -------------- |
| Campionati mondiali |                |                | 10°            |                |
| NHK Trophy          |                |                | 7°             | 2°             |
| Skate America       |                | 5°             |                |                |
| Skate Canada        |                |                | 8°             |                |
| Nazionali           |                |                |                |                |
| Campionati canadesi | 3°             | 3°             | 2°             |                |

### Coppie con Rowsom
| Internazionali             | Internazionali | Internazionali | Internazionali | Internazionali | Internazionali |
| Evento                     | 1982–83        | 1983–84        | 1984–85        | 1985–86        | 1986–87        |
| -------------------------- | -------------- | -------------- | -------------- | -------------- | -------------- |
| Campionati mondiali        | 9°             | 7°             | 7°             | 3°             | 6°             |
| NHK Trophy                 |                |                | 3°             |                |                |
| Skate America              | 4°             |                |                |                |                |
| Skate Canada International |                |                | 2°             |                | 1°             |
| Nazionali                  |                |                |                |                |                |
| Campionati canadesi        | 2°             | 3°             | 1°             | 1°             | 1°             |